# Huyssen (Adelsgeschlecht)

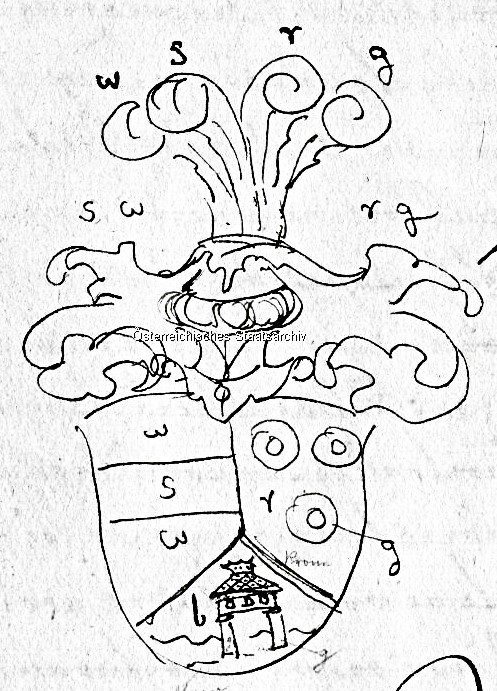
Wappen derer von Huyssen (1706)

Huyssen (auch Huissen, Haus o. ä.) ist der Name eines ursprünglich aus den Niederlanden stammenden, später in Westfalen ansässigen Adelsgeschlechts.

## Geschichte
Laut Leopold von Ledebur und Ernst Heinrich Kneschke nennt sich das Geschlecht nach einem niederländischen Ort Huyssen an der Maas. Während der Religionsstreitigkeiten 1567 in Gent mussten zwei Mitglieder der protestantischen Familie aus der Stadt fliehen. Über Aldekerk kam die Familie 1611 nach Essen in Westfalen. Im Zuge der Auswanderung soll die Familie den Adel niedergelegt haben. Der Essener Stammvater, Alexander Huyssen, war Kaufmann und ab 1626 Ratsherr in Essen. Sein Sohn Heinrich Huyssen (1626–1673) war an selber Stelle Stadtrentmeister, Ratsherr und Bürgermeister. Dessen Sohn Arnold Huyssen (1659–1734) war promovierter Jurist, Richter, fürstlich-waldeckischer Rat, sowie später ebenfalls Essener Ratsherr und Bürgermeister. Am 5. Mai 1706 erhielten dieser und sein Bruder Heinrich de Huyssen, kaiserlich-russischer Gesandter am kaiserlichen Hof und Kriegsrat, von Kaiser Joseph I. eine kaiserliche Ritterstandsbestätigung sowie das Palatinat für Heinrich.
Die Familie, die mit wichtigen Industriellenfamilien, z. B. Krupp und Haniel, verschwägert war, spielte eine wesentliche Rolle in der Industrialisierung des Ruhrgebiets. Karl Isaac Arnold Huyssen (1751–1834) war Grubenvorstand und Lehnsherr der Zeche Vereinigte Sälzer & Neuack im Essener Westviertel sowie Essener Ratsherr. Heinrich Arnold Huyssen (1779–1870), Essener Bürgermeister, war Mitbegründer der Oberhausener Gutehoffnungshütte. 1852 gründete er die Huyssens-Stiftung, ein Krankenhaus im Essener Stadtteil Huttrop. Nach ihm sind die Heinrichstraße und die Huyssenallee im Essener Südviertel benannt.

## Stammfolge
Folgende Stammliste wurde von Albert von Waldthausen veröffentlicht:
- Heinrich von Haus (Huyssen), aus dem Elsass stammend, ⚭ 1493 in Gent mit Johann von Hoorn, Witwe des Kastelans Hugo von Melum
  - Arnold Huyssen ⚭ Helene von Smaltbroeck
    - Heinrich Huyssen, 1567 Religionsflüchtling aus Gent, ⚭ mit N. N. van Meeckeren
      - Johann Huyssen ⚭ mit N. N. van Riemsdyck
        - Sibylla Huyssen ⚭ mit Johann von Bronckhorst
        - Heinrich Huyssen ⚭ mit Hille von Meeckeren
          - eine Tochter ⚭ mit Allard van Isendoorn

    - Arnold Huyssen, 1567 Religionsflüchtling aus Gent
      - Alexander Huyssen († vor März 1631), Stammvater in Essen, Kaufmann und Ratsherr in Essen, ⚭ mit Katharina Krupp (1594–1676), Tochter von Arnold/Arndt Krupp († 1624), Weinhändler, Essener Ratsherr, Stadtrentmeister
        - Katharina Huyssen ⚭ mit Anton Sölling, Kaufmann, Essener Ratsherr
        - Heinrich Huyssen (1626–1673), Kaufmann der Großen Gilde, Stadtrentmeister, Ratsherr und Bürgermeister in Essen, ⚭ mit Helene Sölling (1626–1704), Tochter der Johann Sölling, Stadtrichter zu Bochum, und der Agnes tem Busche
          - Johann Huyssen (1655–1700), Kaufmann und Essener Ratsherr, ⚭ mit Elisabeth von Santen († 1739)
            - Heinrich Huyssen (* 1655), früh verstorben
            - Ludwig Arnold Huyssen (1688–1730), Kaufmann, Essener Ratsherr, ⚭ mit Elisabeth Gertrud von Aussem (1696–1757)
              - Anna Gertrud Huyssen, konfirmiert 1733
              - Dietrich Huyssen (1717–1750), unverheiratet
              - Johann Heinrich Huyssen (1719–1805), Kaufmann, Essener Ratsherr, Stadtrentmeister, ⚭ mit Katharina Sophie Schütte († 1804)
                - Karl Isaac Arnold Huyssen (1751–1834), Grubenvorstand und Lehnsherr der Zeche Vereinigte Sälzer & Neuack, Essener Ratsherr, ⚭ mit I. Anna Charlotte Bongard, II. Josine Katharina Adolpine Henriette von Wengler; Kinder aus Ehe I.:
                  - Johanna Sophie Arnoldine Huyssen (1776–1848) ⚭ mit Johann Friedrich Ernst Heinrich Emmerich
                  - Henriette Christine Louise Huyssen (1777–1863) ⚭ mit Martin Heinrich Georg Wieöner
                  - Heinrich Arnold Huyssen (1779–1870)Heinrich Arnold Huyssen (1779–1870), Industrieller und Bürgermeister von Essen, unverheiratet
                  - Karl Heinrich Huyssen (1781–1788)
                  - Henriette Magdalene Huyssen (1783–1858) ⚭ mit Gerhard Wilhelm Heinrich Haniel (1774–1834), Unternehmer
                  - Christiane Friedrike Huyssen (1785–1867) ⚭ mit Franz Johann Haniel (1779–1868), Unternehmer und Namensgeber der Franz Haniel & Cie. GmbH

              - Johann Elisabeth Huyssen, konfirmiert 1737

            - Heinrich Huyssen (1696–1767), Bandfabrikant, Kaufmann, Ratsherr, Kirchenältester, ⚭ mit Maria Christine von Aussem (1700–1782)
              - Maria Elisabeth Huyssen (* 1720) ⚭ mit Heinrich Adolph Spener (1721–1782), Essener Bürgermeister
              - Heinrich Arnold Huyssen (1721–1781), unverheiratet
              - Jakob Huyssen († 1729)
              - Christine Gertrud Huyssen (1723–1750) ⚭ mit Hermann Theodor Huyssen
              - Karl Dietrich Huyssen (1725–1743)
              - Johann Isaac Huyssen (1727–1729)
              - Sibylla Eleonore (* 1729) ⚭ mit Johann Dietrich Helcke
              - Helene Katharina Huyssen (1731–1789) ⚭ mit Jobst Christian Dietrich Daniel Basse (1715–1788), Richter und Hofrat
              - Amalie Juliane Huyssen (1733–1755), unverheiratet
              - Sophie Louise Henriette Huyssen (* 1735), ⚭ mit Friedrich von Romberg (1729–1819), Transportunternehmer, Bankier, Manufakturbesitzer, Reeder und transatlantischer Sklavenhändler
              - Johanna Philippine Elisabeth Huyssen (1738–1765) ⚭ mit Johann Gerhard Dietrich Hagemann (1733–1783), Kaufmann
              - Adolph Isaac Huyssen (1741–1834), unverheiratet
              - Margarethe Theodore Alexandrine Huyssen (*/† 1744)

            - Helene Katharina Huyssen († 1736) ⚭ mit Jakob Karl Spener (1684–1730), Staatsrechtler und Historiker
            - Johann Elisabeth Huyssen († 1729) ⚭ mit Hermann Philipp Gottfried Spener († 1757), Hofgerichtsrat, Konsistorialrat
            - Johann Gottfried Huyssen (* 1700), früh verstorben

          - Katharina Huyssen (1655–1727) ⚭ mit Heinrich Elbers († 1700), Rechtsanwalt und Schultheiß
          - Arnold Huyssen (1659–1734), Richter, Essener Ratsherr und Bürgermeister, ⚭ mit Maria Juliane von Aussem
            - ein Sohn (*/† 1693)
            - Philipp Heinrich Huyssen (1694–1699)
            - Andreas Arnold Huyssen (1696–1729), unverheiratet
            - Theodor Huyssen (1697–1751) ⚭ mit I. Charlotte Sophie von Ziegler (1710–1738), II. Dorothea Eleonore von der Sachsen; alle Kinder aus Ehe I.:
              - Karl Ludwig Heinrich Arnold Huyssen (1732–1781), unverheiratet
              - Wilhelmine Eleonore Charlotte Marie Huyssen (1734–1792) ⚭ mit Johann Christoph von Huyn (1728–1780) aus dem Adelsgeschlecht Hoyningen-Huene, hessischer Generalmajor, der auf englischer Seite im Amerikanischen Unabhängigkeitskrieg kämpfte[5]
              - Friedrich Wilhelm Josias Huyssen (1735–1758), unverheiratet
              - Sophie Elisabeth Huyssen (1736–1786), unverheiratet
              - Johanna Henriette Louise Huyssen (* 1738) ⚭ mit Karl Heinrich Friedrich von Dewitz (1731–1802), Drost

            - Eberhard Huyssen (*/† 1698)
            - Anna Helene Huyssen (1699–1705)
            - Katharina Elisabeth Huyssen (1701–1704/5)
            - eine Tochter (*/† 1704)
            - Helene Margarethe Huyssen (1705–1776) ⚭ mit Esaias Clermont (1698–1751), Tuchfabrikant, Industrieller und Bauherr, Eltern des Johann Arnold von Clermont (1728–1795)
            - Katharina Elisabeth Huyssen (1707–1711)
            - Anna Maria Gertrud Huyssen (1710–1715)
            - Louise Katharina Huyssen (1712–1757) ⚭ mit Bernhard Heinrich Steinweg (1703–1767), Hochgraf des Hochgerichts Schwelm
            - Katharina Elisabeth Huyssen (*/† 1713)

          - Anna Elisabeth Huyssen (1661–1735) ⚭ mit Georg Dietrich Krupp (1657–1742), Essener Stadtsekretär
          - Alexander Huyssen (1664–1670)
          - Heinrich von Huyssen (1666–1739)Heinrich von Huyssen (1666–1739), unverheiratet, Diplomat und Berater Peters des Großen
          - Gerhard Huyssen (1669–1710), Kaufmann, ⚭ mit Maria Barbara Schütte
            - Hermann Theodor Huyssen (1703–1750) ⚭ mit Christine Gertrud Huyssen
              - Dietrich Arnold Christian Huyssen (1746–1827) ⚭ mit Katharina Sibylla Henriette Mallinckrodt
                - Johanna Christine Theodore (1778–1779)
                - Wilhelm Arnold Christian Huyssen (1776–1844) ⚭ mit Charlotte Henriette Wilhelmine Conrads
                  - Johanna Henriette Charlotte Huyssen (1807–1837) ⚭ mit Johann Melchior Arnold Wenker
                  - Johann Christian Wilhelm Huyssen (1808–1811)
                  - Karl Alexander Christian Huyssen (1811–1856) ⚭ mit Emilie Dahl (1812–1873)
                    - Wilhelm Ferdinand Huyssen (1838–1843)
                    - Johanna Maria Huyssen (1839–1840)
                    - Karl August Huyssen (* 1841) ⚭ mit Lizzy Jane Muir Wright
                      - Karl Wilhelm Huyssen (* 1866) ⚭ mit Rachel Johanna Fleming
                        - Karl Alexander Huyssen (* 1897)

                      - Emilie Justine Margarethe Huyssen (1867–1869)
                      - Wilhelm Arnold Emil Weir Huyssen (* 1869)
                      - Louise Sophie Jeanette Huyssen (* 1870) ⚭ mit Heinrich Wilhelm Walker
                      - Heinrich Alexander Huyssen (*/† 1872)
                      - Lizzy Henriette Marie Huyssen (* 1872) ⚭ mit Friedrich Wilhelm Clerk Bialloblotzky
                      - Jessie Alexandra Huyssen (* 1875) ⚭ mit Allan Gulliland
                      - Arnold Heinich Huyssen (* 1876) ⚭ mit Olive van der Meulen

                    - Alexander Max Ludwig Huyssen (1842–1898), unverheiratet
                    - Hermann Lebrecht Huyssen (1844–1845)
                    - Johann Christian Huyssen (1845–1846)
                    - Werner Heinrich Emil (1850–1890), unverheiratet
                    - ein Sohn (*/† 1853)

                  - Maria Arnoldine Huyssen (1813–1888), unverheiratet
                  - Heinrich August Huyssen (1815–1888) ⚭ mit I. Ottonette Brenscheidt (1820–1886), II. Letty Boyd
                    - Aus Ehe I: Theodore Wilhelmine Ottonette Mathilde Huyssen (* 1841) ⚭ mit Ernst von Born, Sohn des Bergamtskalkulators Theodor von Born
                    - Aus Ehe I: Ludwig Otto Huyssen (* 1842) ⚭ Wilhelmine Adolphine Franziska Hedwig Hilger
                      - Ernst Huyssen (*/† 1878)
                      - Otto Huyssen (* 1878)
                      - Hedwig Huyssen (*/† 1885)

                    - Aus Ehe II: Wilhelm Huyssen

                  - Robert Huyssen (1817–1836)
                  - Dietrich Max Huyssen (1818–1879) ⚭ mit Henriette Sophie Friederike Waldthausen (1826–1890)
                    - Wilhelm Arnold Christian Huyssen (1848–1900) ⚭ mit Selma Sophie Finking (1850–1892)
                      - ein Sohn (*/† 1879)
                      - Max Hermann Wilhelm Arnold Huyssen (* 1883)
                      - Lilly Laura Maria Huyssen (* 1884)
                      - Wilhelm Gottfried Adolph Huyssen (* 1886)
                      - Hermann Friedrich Ernst Huyssen (* 1889)
                      - Werner Karl Ernst Huyssen (*/† 1892)
                      - Erich Heinrich Adalbert Huyssen (1892–1961) ⚭ mit Käthe Rosenberg (1899–1983)

                    - Henriette Charlotte Sophie Huyssen (* 1850) ⚭ mit Gustav Adolph Gräber
                    - Justus Heinrich Maximilian Huyssen (1851–1917), Superintendent, ⚭ mit Anna Agnes Klara Gräber (1857–1910)
                      - Wilhelm Johannes Huyssen (* 1889)
                      - Maria Sophie Klara Huyssen (* 1891)
                      - Elisabeth Adele Huyssen (1893–1931)
                      - Martha Paula Huyssen (1894–1980)
                      - Johann Maria Huyssen (* 1896)

                    - Adele Sophie Wilhelmine Huyssen (* 1854) ⚭ mit Justus Karl Wilhelm Kannengießer, zusammen mit seinem Bruder Ludwig Anfang der 1890er Jahre Gründer der Kohlenhandlung und Schiffsreederei Gebrüder Kannengießer zu Mülheim an der Ruhr
                    - eine Tochter (*/† 1856)
                    - Sophie Emma Bertha Huyssen (* 1858) ⚭ mit Friedrich Wilhelm Gräber (1848–1917), Architekt und Bauforscher
                    - Martha Friederike Henriette Karoline Huyssen (* 1859) ⚭ mit Gottlieb Heinrich Adalbert Bertelsmann
                    - Maria Albertine Mathilde Huyssen (* 1861) ⚭ mit Paul Wilhelm Eduard Sietz
                    - Charlotte Eleonore Maria Wilhelmine Huyssen (* 1865) ⚭ mit Karl Denkhans
                    - Lydia Julie Henriette Huyssen (* 1866)

                  - Eduard Wilhelm Huyssen (1820–1837)
                  - Henriette Sophie Wilhelmine Huyssen (*/† 1822)
                  - Elisabeth Christine Louise Huyssen (1824–1876) ⚭ mit Hans Wermelskirchen
                  - Christian Friedrich Hermann Huyssen (* 1826) ⚭ mit Henriette Mac Ewan
                    - Louise Karoline Huyssen (* 1865)
                    - Karl Hermann Huyssen (* 1870)

              - Konrad Ludwig Arnold Huyssen (1749–1752)
              - Heinrich Theodor Alexander Huyssen (1744–1828) ⚭ mit Maria Magdalena Boermann
                - Jakob Arnold Christian Huyssen (1770–1774)
                - Christine Gertrud Huyssen (1771–1818) ⚭ mit Ehregott Friedrich Wilhelm Bährens
                - Maria Magdalene Huyssen (1772–1818) ⚭ mit Justus Heinrich Waldthausen
                - Magdalene Louise Adolphine Huyssen (*/† 1773)
                - Theodor Jakob Huyssen (1774–1777)
                - Henriette Arnoldine Huyssen (1775–1860) ⚭ mit Ludwig Andreas vom Ende
                - Heinrich Ludwig Huyssen (1776–1836) ⚭ mit Johanna Philippe Dorothea Christine Karoline Elscheidt
                  - Heinrich Theodor Ludwig Huyssen (1822–1902), unverheiratet
                  - Emilie Henriette Philippine Friederike Jakobine Huyssen (* 1825)
                  - Karoline Sophie Louise Huyssen (1827–1902) ⚭ mit Friedrich Hermann Helfer

                - Christine Jakobine (1777–1854) ⚭ mit Karl Ludwig Gaudens Balduin von der Heese
                - Johanna Wilhelmine Sophie Huyssen (1781–1858), unverheiratet
                - Friedrich Christian Huyssen (* 1782), früh verstorben

            - Alexander Heinrich Huyssen (1705–1755), unverheiratet
            - Johann Arnold Huyssen (1709–1782), Rechtsanwalt und Ratsherr, ⚭ mit Katharina Helene Kopstadt (1717–1794), Tochter von Johann Heinrich Kopstadt (1691–1753), Hofrat, Lehnkanzlei-Direktor und Bürgermeister von Essen
              - Johann Theodor Huyssen (1740–1784) ⚭ mit Johanna Maria Hoffmann (1753–1823)
                - Ottilie Helene Henrica Huyssen (1775–1835) ⚭ mit Johann Engelbert Eller (1779–1861), Kaufmann, Stadtrat Wuppertal-Elberfeld
                - Johanna Henriette Sophie Huyssen (1776–1844) ⚭ mit J. Quincke
                - Gertrud Louise Christine Huyssen (1777–1806), unverheiratet
                - Johanna Maria Theodore Huyssen (1778–1846) ⚭ mit Johann Karl Ludwig Goebel
                - Arnoldine Christine Jakobine Huyssen (1780–1787)
                - Wilhelmine Elisabeth Huyssen (1781–1783)
                - Johann Friedrich Huyssen (1782–1871) ⚭ mit Katharina Friederike Laar
                  - Maria Karoline Friederike Huyssen (1807–1808)
                  - Johanna Wilhelmine Ida Huyssen (1809–1830), unverheiratet
                  - Johanna Theodora Friederike Huyssen (1812–1871), unverheiratet
                  - Engelbertine Katharina Maria Huyssens (1813–1852), unverheiratet
                  - Bernhardine Wilhelmine Friederike Huyssen (1817–1897), unverheiratet
                  - Johanna Friederike Anna Louise Huyssen (1820–1891) ⚭ mit Otto Hermann von Schütz
                  - Gotthelf Wilhelm Friedrich Huyssen (1822–1889) ⚭ mit Karoline Johanna Juliane Greeven
                    - Wilhelm Friedrich Heinrich Huyssen (1855–1899), Eisenbahningenieur ⚭ mit I. Frieda Maria Louise Karoline Klara Rückert (1864–1945), II. Anna Friederike Ernestine Elisabeth Huyssen (* 1869)
                      - Aus Ehe I: Erica Eleonore Huyssen (1886–1927), promovierte Kunstgeschichtswissenschaftlerin
                      - Aus Ehe I: Hildegard Huyssen (1889–1972) ⚭ 1917 Bonn mit Bruno Paul Adolf Gauda (* 1891), Landwirt Ostpreußen
                      - Aus Ehe I: Hertha Huyssen (1892–1988) ⚭ 1921 mit Otto Moritz Walter Model (1891–1945), Heeresoffizier (ab 1944 Generalfeldmarschall), während des Zweiten Weltkrieges Oberbefehlshaber verschiedener Armeen und Heeresgruppen sowie 1944 kurzzeitig Oberbefehlshaber West
                      - Aus Ehe II: Sophie Anna Elisabeth Huyssen (* 1898)

                  - August Gottlob Isaac Karl Huyssen (1824–1903), Bronze-Medaillon an seinem GrabsteinAugust Gottlob Isaac Karl Huyssen (1824–1903), preußischer Bergbeamter, ⚭ mit I. Anna Elisabeth Knipper, II. Maria Charlotte von Rango
                    - Aus Ehe I: Anna Friederike Ernestine Elisabeth Huyssen (* 1869) ⚭ mit Wilhelm Friedrich Heinrich Huyssen (1855–1899)
                    - Aus Ehe II: Frieda Huyssen (* 1883)

                  - Johann Friedrich Christian Wilhelm Huyssen (*/† 1826)
                  - Elisabeth Henriette Theodore Huyssen (1829–1893), unverheiratet

                - Johann Theodor Huyssen (1784–1794)

              - Heinrich Arnold Christian Huyssen (1742–1769), unverheiratet
              - Katharina Sophie Theodore Huyssen (1743–1787) ⚭ mit Wilhelm Andreas Mallinckrodt (1727–1787), Kaufmann
              - Juliane Helene Huyssen (*/† 1745)
              - Heinrich Ludwig Huyssen (1747–1808), Kaufmann, Weinhändler, Ratsherr, ⚭ mit Christine Gertrud Springmann (1756–1832)
                - Heinrich Arnold Christian Huyssen (1781–1836), Metallwarenhändler, ⚭ mit Karoline Wilhelmine Klusemann (1783–1821)
                  - Robert Huyssen (1812–1885) ⚭ mit Wilhelmine Louise Schütte (1823–1883)
                    - Johanna Huyssen (* 1846)
                    - Robert Huyssen (1849–1888) ⚭ mit Bertha Hermine Möllmann
                      - Hermine Louise Huyssen (* 1884) ⚭ mit Alexander Karl Julius Weydekamp (* 1880), Kaufmann
                      - Ferdinand Robert Huyssen (* 1886)

                    - Emma Huyssen (1852–1921) ⚭ mit Hugo Friedrich Johannes Baedeker (1847–1904), Buchhändler, Verleger, Mitinhaber des Verlags „Julius Baedeker“ in Iserlohn und später in Leipzig, Sohn von Julius Theodor Baedeker (1814–1880), Buchhändler und Verleger
                    - Karoline Huyssen (* 1860) ⚭ mit Friedrich van Erkelenz

                  - Emma Huyssen (1814–1890) ⚭ mit Johann Stephan Friedrich Ferdinand Overhoff
                  - Karoline Huyssen (1815–1895) ⚭ mit Karl Ludwig Wilhelm Nörrenberg (1805–1847), Fabrikant
                  - Julie Huyssen (1817–1883) ⚭ mit Julius Müllensiefen (1811–1893), evangelischer Theologe, Pfarrer, Schriftsteller, Archidiakon der Marienkirche Berlin-Mitte, enger Vertrauter der Kaiserin Augusta
                  - Ludwig Arnold Huyssen (1819–1839)
                  - Ernst Friedrich Huyssen (1821–1907) ⚭ mit I. Klara Karoline Lürmann (1828–1868), II. Margarethe Ernestine Klementine Elisabeth Witte; Kinder aus Ehe I:
                    - ein Sohn (*/† 1860)
                    - ein Sohn (*/† 1862)
                    - Klara Huyssen (* 1863)
                    - Hedwig Huyssen (1866–1944)

                - Helene Wilhelmine Theodore Huyssen (1782–1849) ⚭ mit Friedrich Elbers (1783–1826), Pfarrer in Velbert und ab 1816 in Remscheid-Lüttringhausen
                - Sophie Louise Magdalene Huyssen (1784–1847), unverheiratet
                - Heinrich Ludwig Karl Huyssen (1786–1809), unverheiratet
                - Heinrich Maximilian Huyssen (* 1787), früh verstorben
                - Henriette Friederike Charlotte Huyssen (1789–1791)
                - Heinrich Maximilian Wilhelm Huyssen (1791–1801)
                - Friederike Christine Huyssen (1792–1870) ⚭ mit Johann Ludwig Julius Spener (1794–1850), Kreisgerichtsrat
                - Johanna Friederike Arnoldine Huyssen (1794–1864) ⚭ mit Daniel Friedrich Moritz Freymann (1792–1828), ab 1817 lutherischer Pfarrer in Velbert
                - Helene Eleonore Juliane Huyssen (1796–1869) ⚭ mit Johann Friedrich Hötte († 1850), Kaufmann

              - Katharina Helene Henriette Huyssen (1750–1765)
              - Juliane Louise Christine Huyssen (1752–1793) ⚭ mit Johann Heinrich Esaias Kopstadt (* 1751), Sohn von Heinrich Arnold Kopstadt (1719–1786), Verwaltungsjurist, Lehndirektor und Bürgermeister von Essen
              - Johann Dietrich Gottfried Huyssen (1756–1770)

    - Helene von Huyssen ⚭ mit Karl von Spee
    - Christine von Huyssen ⚭ mit Bernhard von Engelsom

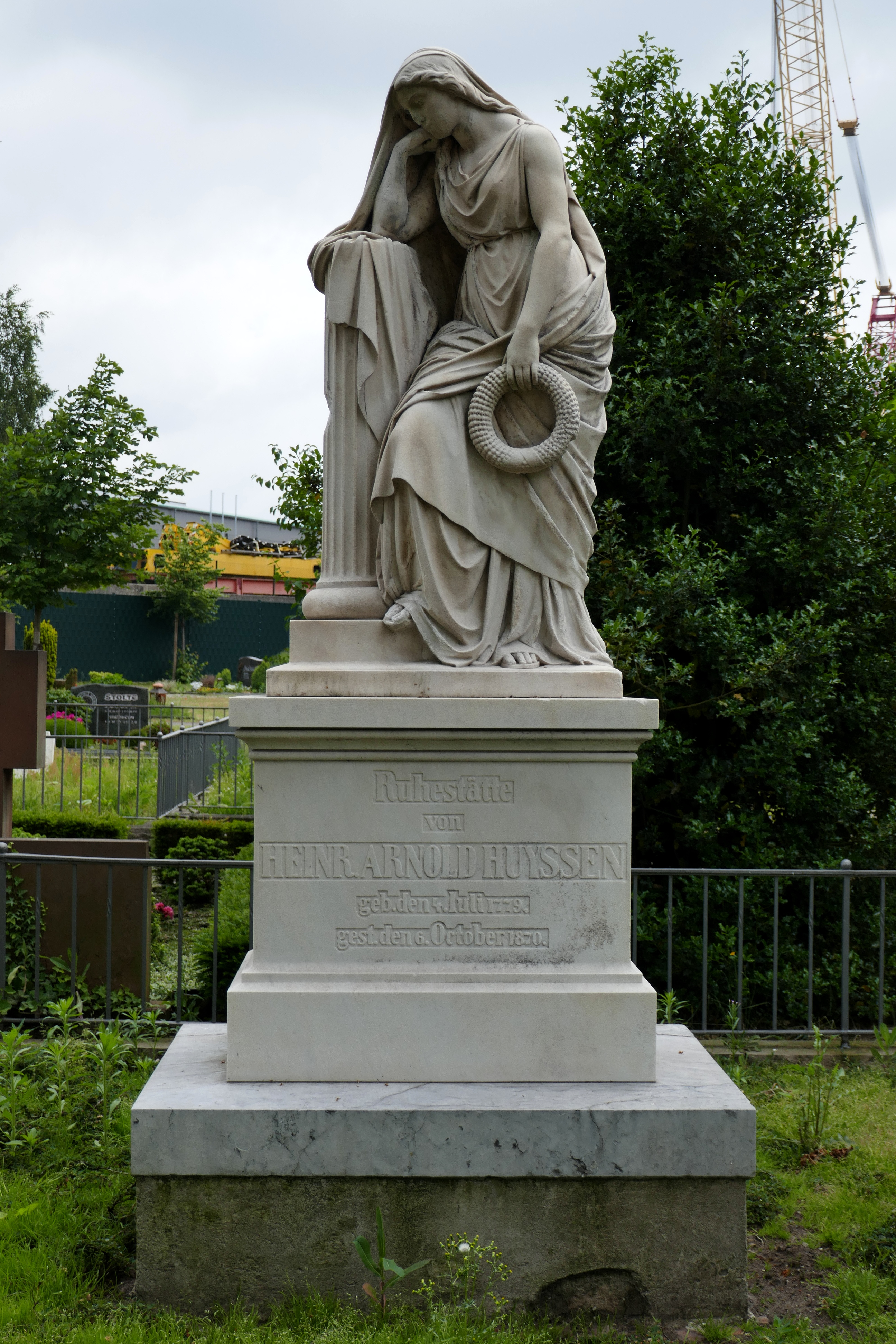
Grabmal für Heinrich Arnold Huyssen (1779–1870) in Oberhausen-Sterkrade
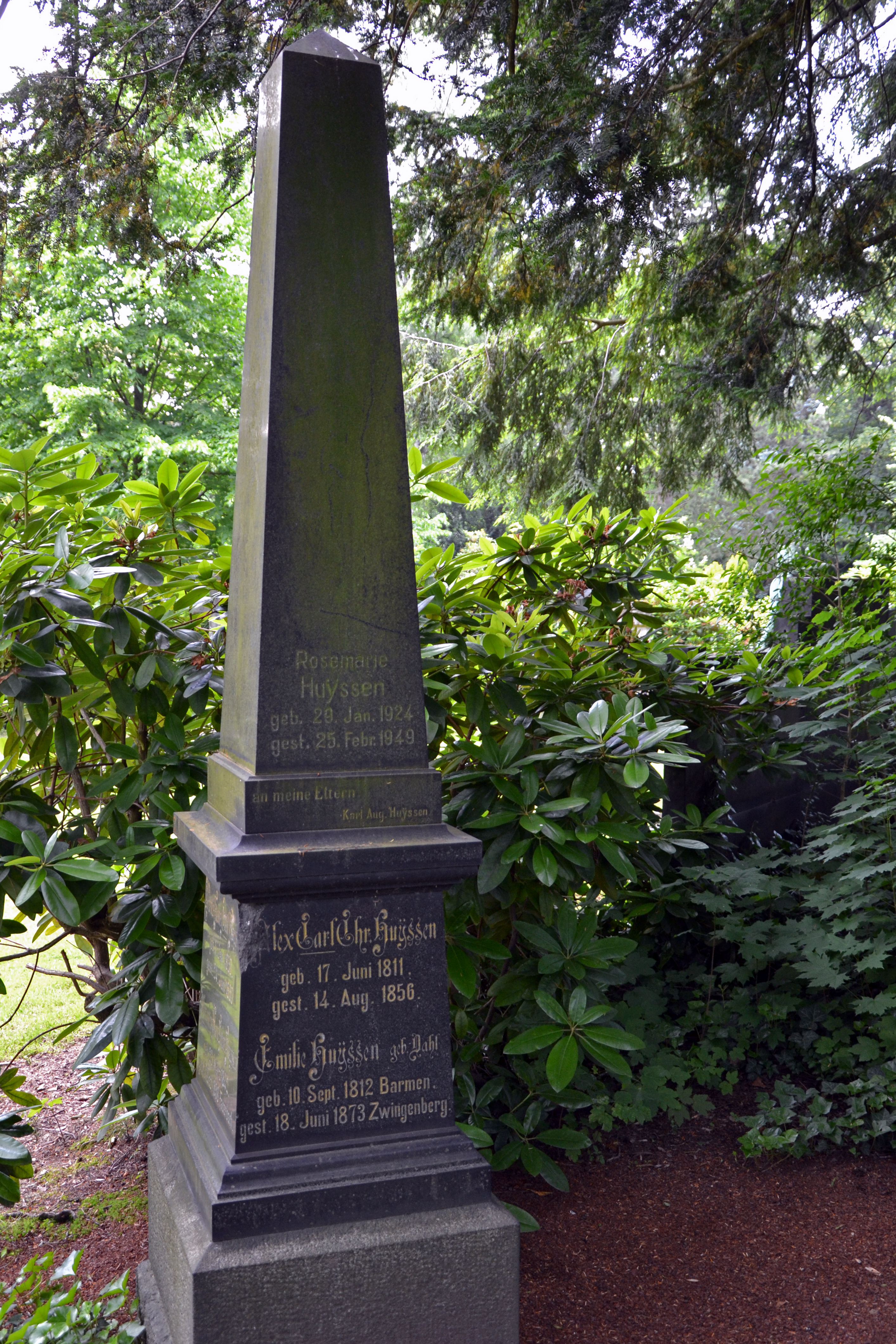
Grabmal für die Eheleute Karl Alexander Christian Huyssen (1811–1856) und Emilie Huyssen geb. Dahl (1812–1873) sowie für Rosemarie Huyssen (1929–1949) auf dem Ostfriedhof Essen
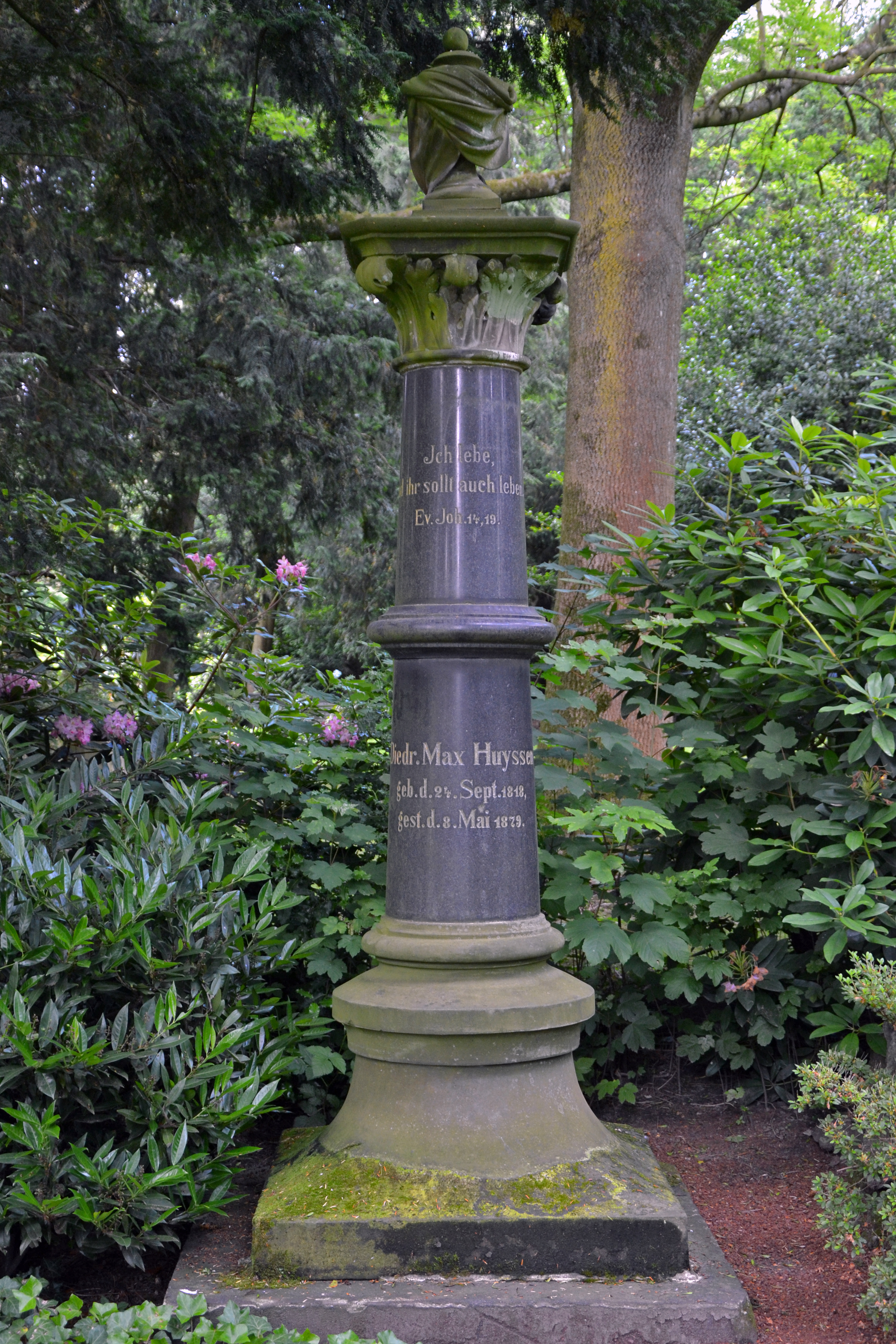
Grabmal für Dietrich Max Huyssen (1818–1879) auf dem Ostfriedhof Essen
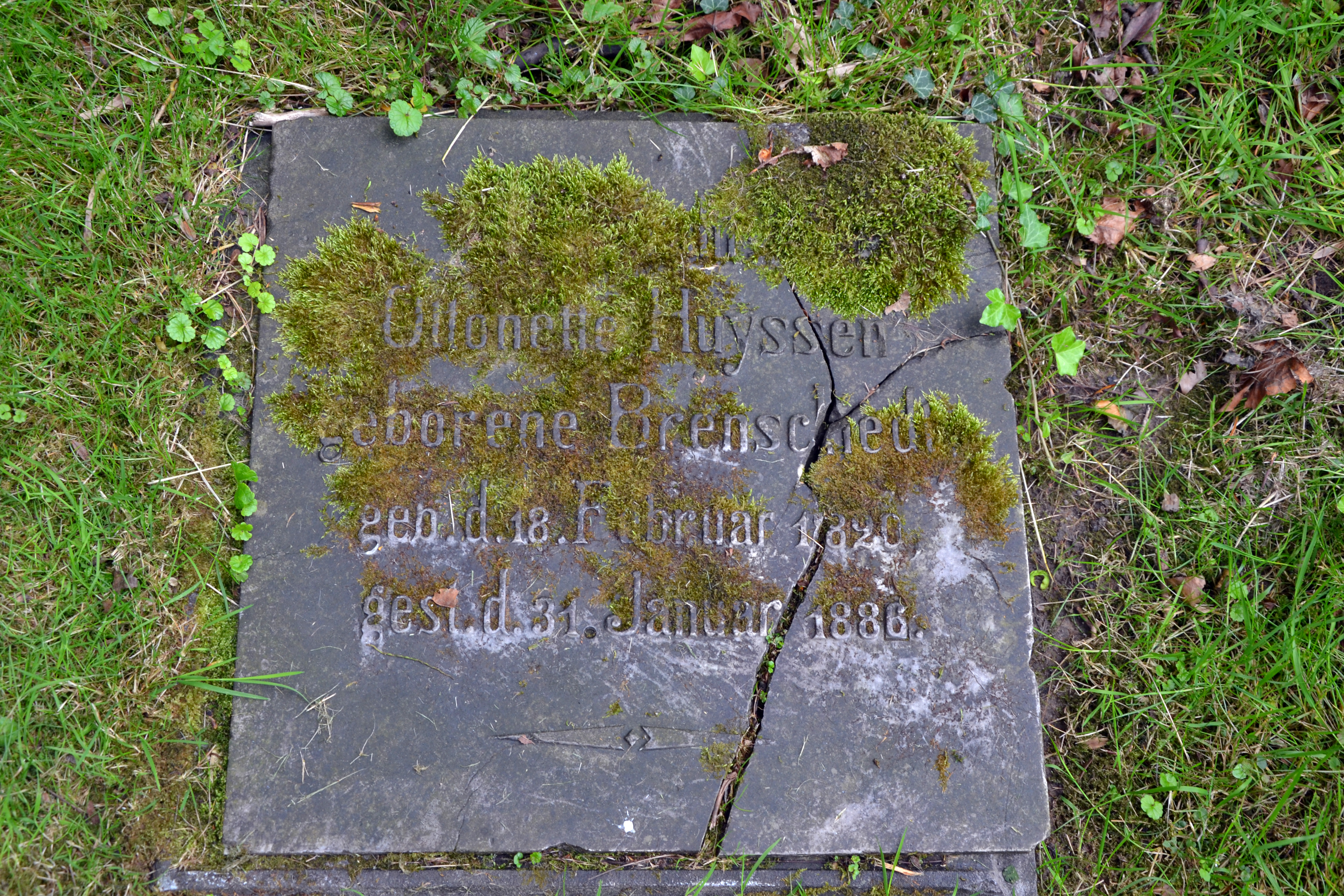
Grabstein für Ottonette Huyssen geb. Brenschedt (1820–1886) auf dem Ostfriedhof Essen
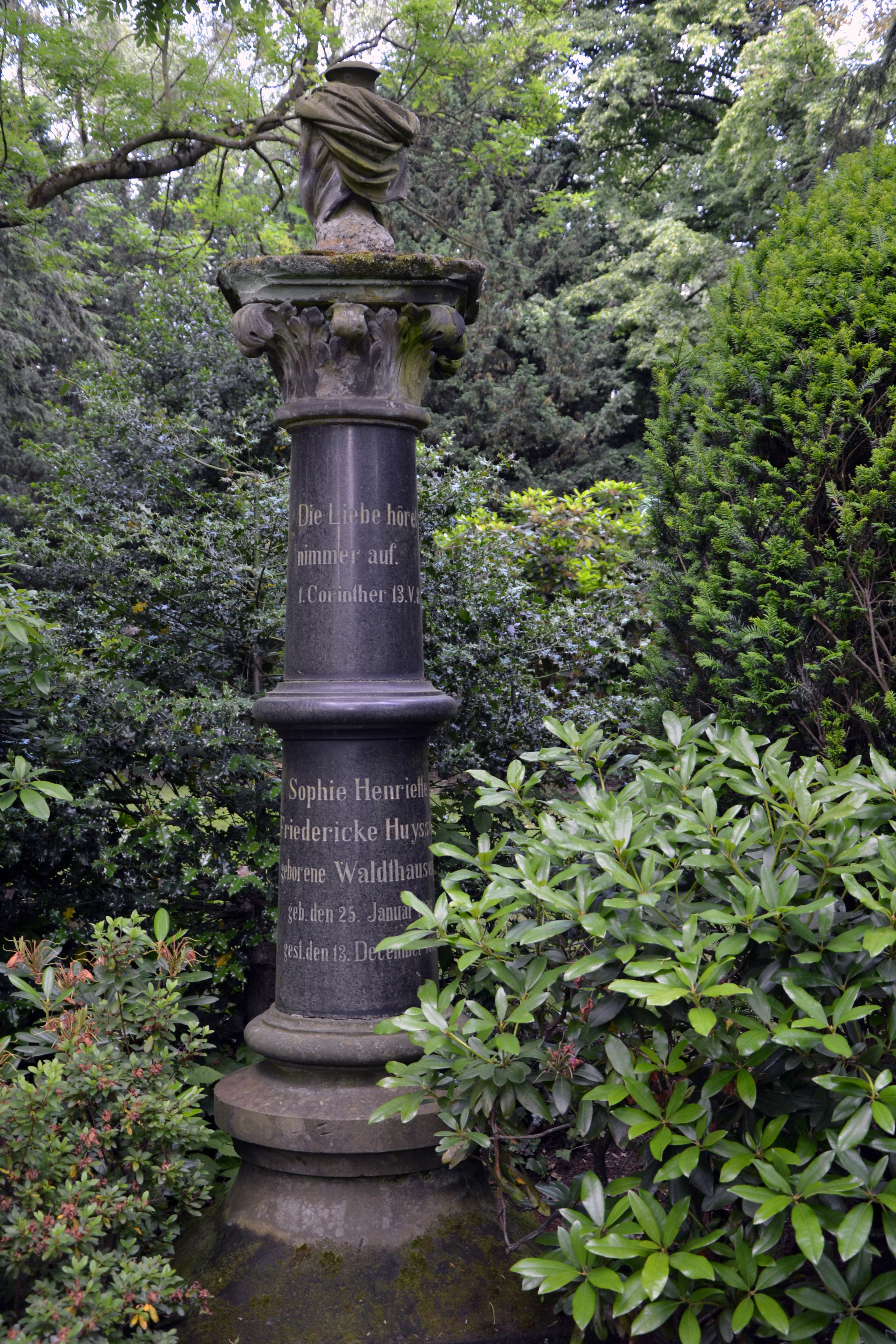
Grabmal für Sophie Henriette Friederike Huyssen geb. Waldthausen (1826–1890) auf dem Ostfriedhof Essen
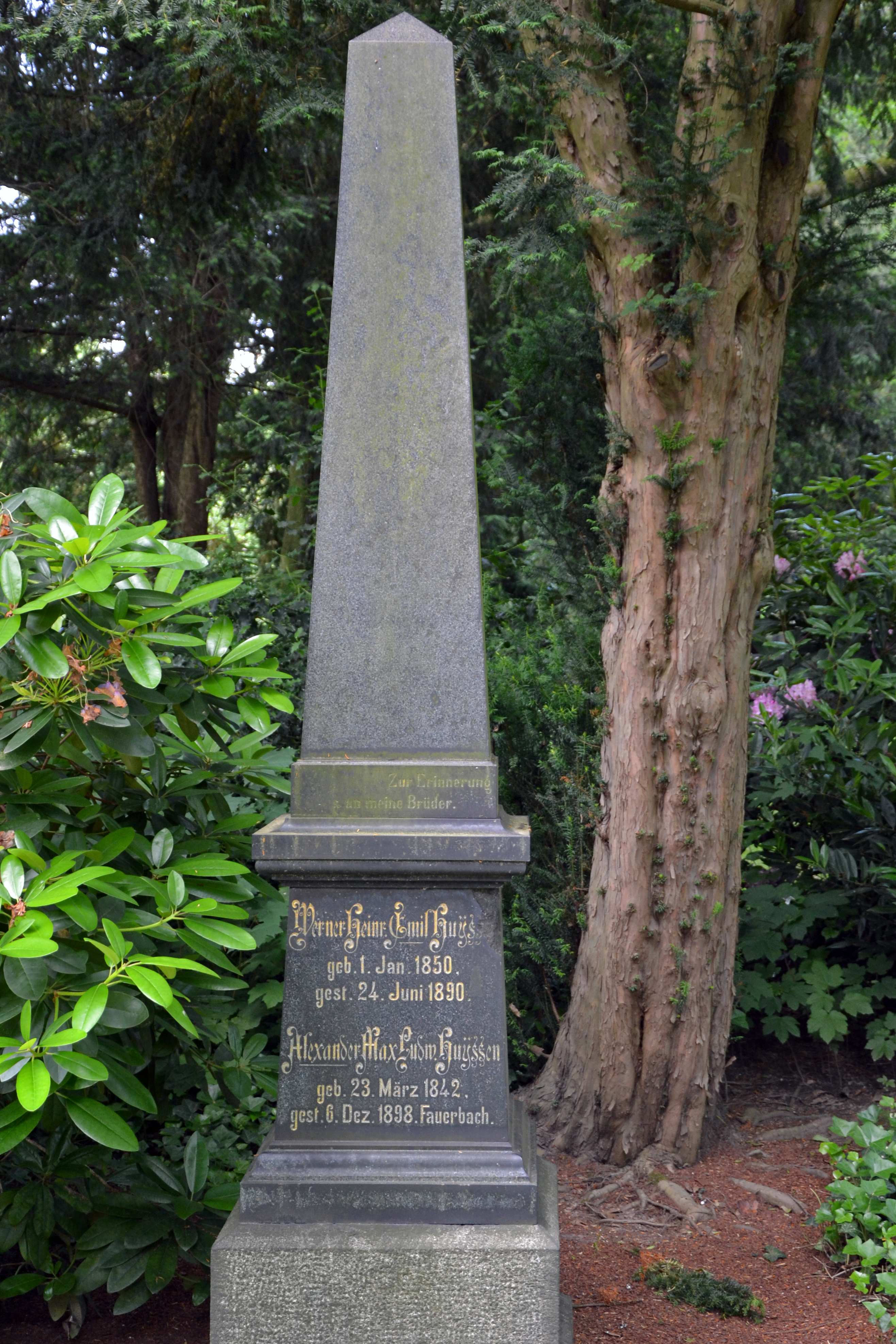
Grabmal für Alexander Max Ludwig Huyssen (1842–1898) und Werner Heinrich Emil (1850–1890) auf dem Ostfriedhof Essen
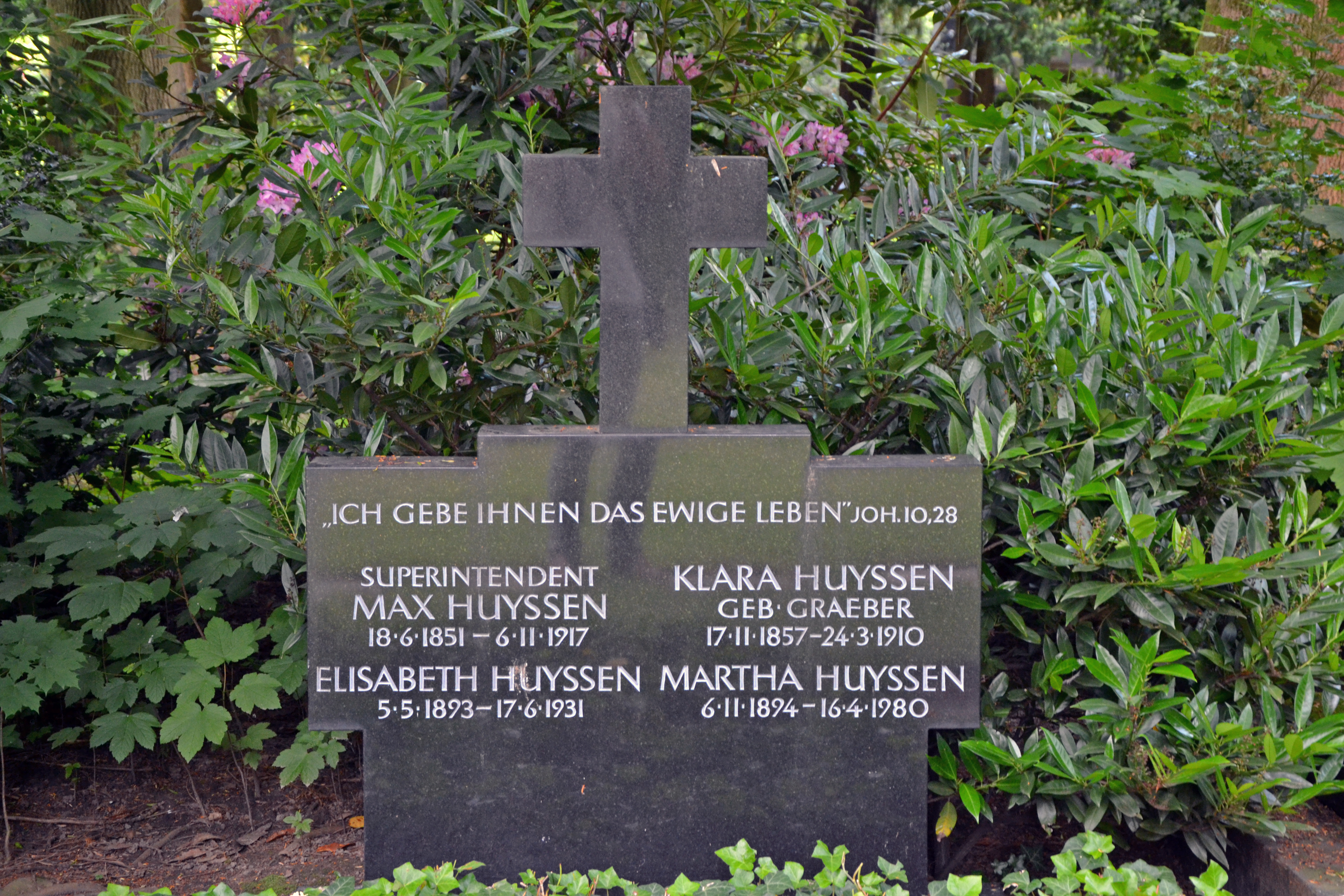
Grabmal für Max Huyssen (1851–1917) und seine Familie auf dem Ostfriedhof Essen
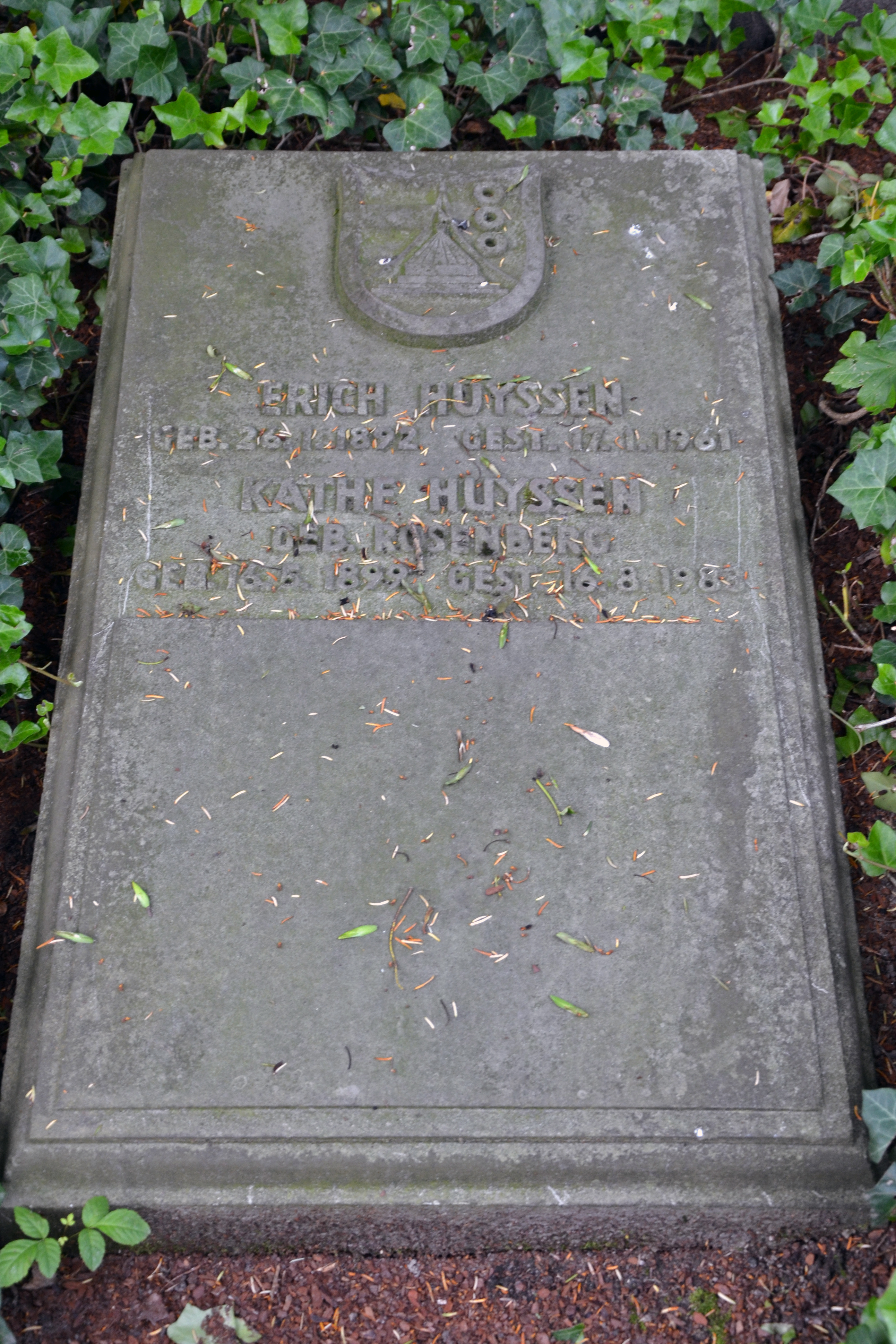
Grabstein für Erich Huyssen (1892–1961) und Käthe Huyssen geb. Rosenberg (1899–1983) auf dem Ostfriedhof Essen
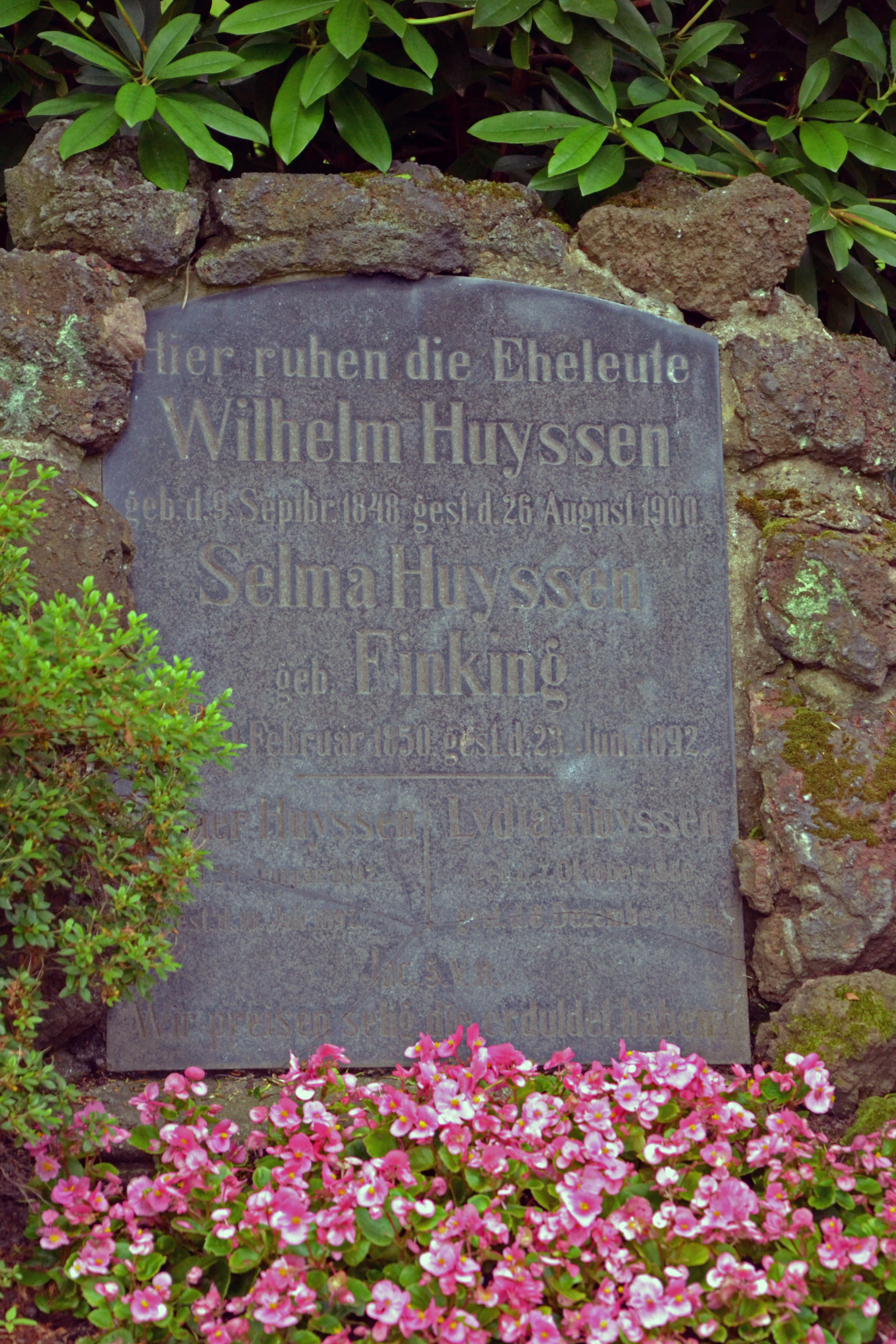
Grabmal für Wilhelm Huyssen (1848–1900), Selma Huyssen geb. Finking (1850–1892) und zwei Kinder, u. a. Lydia Huyssen

## Wappen
Blasonierung des Redenden Wappens von 1706: Von Silber und Rot gespalten, von unten eine blaue Spitze, in welchem ein Haus. Das rechte Feld mit einem schwarzen Balken, im linken drei (2:1) goldene Ringe. Auf dem (auch gekrönten) Helm mit rechts schwarz-silbernen, links rot-goldenen Helmdecken vier Straußenfedern (silbern, schwarz, rot, golden).

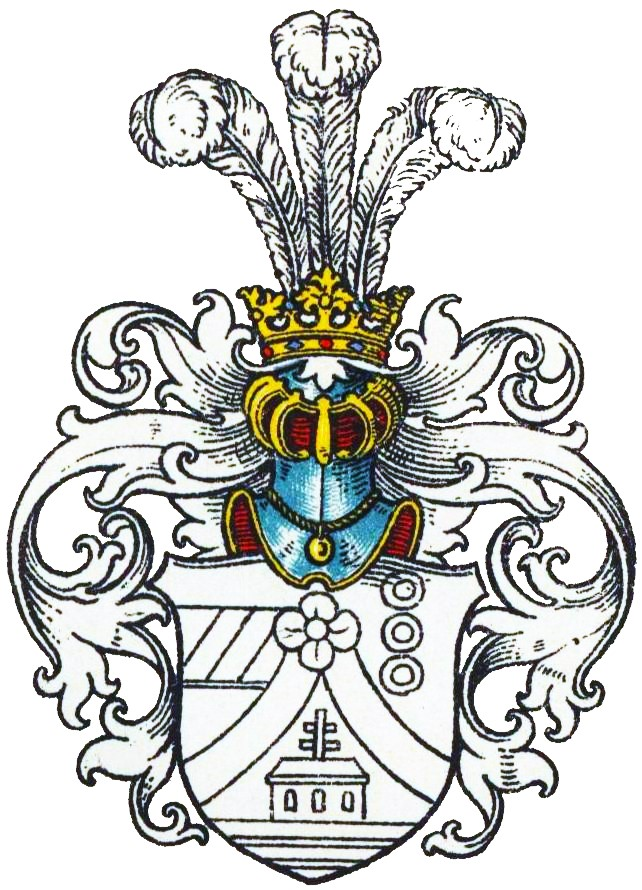
Wappen derer von Huyssen im Wappenbuch des Westfälischen Adels

In späteren Abbildungen werden die Ringe auch pfahlweise dargestellt. Max von Spießen stellt das Wappen ohne Tingierung dar. Die Spitze wird durch einen Sparren gebildet, der an der Spitze mit einer Rose belegt ist.